# Lagravette
Le ruisseau de Lagravette est un cours d'eau qui traverse les départements des Landes et un affluent droit du Tauzie (ou ruisseau de Lugaut) dans le bassin versant de l'Adour.

## Hydronymie
Il prend le nom de ruisseau du Claus, après le passage du pont de Lagravette, puis de ruisseau de Retjons.

## Géographie
D'une longueur de 11,5 kilomètres, il prend sa source sur la commune de Bourriot-Bergonce (Landes), à l'altitude 125 mètres.
Il coule du nord vers le sud et se jette dans le Tauzie (ou ruisseau de Lugaut) à Retjons (Landes), à l'altitude 84 mètres.

## Communes et cantons traversés
Dans le département des Landes, le ruisseau de Lagravette traverse deux communes et un canton, dans le sens amont vers aval : Bourriot-Bergonce (source) et Retjons (confluence).
Soit en termes de cantons, le ruisseau de Lagravette prend source et conflue dans le canton de Roquefort.

## Affluents
Le ruisseau de Lagravette a trois affluents référencés :
- le ruisseau de Laussat (rd), 3,2 km sur Retjons ;
- le ruisseau de Rimbez (rd), 1,5 km sur Retjons ;
- le ruisseau de Piulet (rd), 7,2 km sur Lencouacq et Retjons.